# Зразы
Угодно ль зраз, майор? И пунша к ним в придачу,

Пристало вспрыснуть вам как следует удачу!
Зра́зы (из пол. zrazy, от rězati — «резать») — мясное блюдо белорусской, литовской, польской, русской и украинской кухонь, представляющее собой котлету или мясной рулет с начинкой, обычно из отварных грибов или яиц. Зразы бывают двух видов: отбивные и рубленые. На гарнир к зразам обычно подают жареные или тушёные овощи, каши, бобовые или макаронные изделия. Наиболее известный рецепт зраз в польской кухне носит название «по-нельсонски». В русскую кулинарию зразы пришли из польской в середине XIX века.
Для отбивных зраз используются отбитые или разрыхлённые плоские кусочки мясной мякоти, отрезанные поперёк направления мышечных волокон. В центр кусочка выкладывают фарш, заворачивают зразы в форме колбаски и после обжарки тушат с пассерованными овощами и томатной пастой. Полученный при тушении бульон загущивают пассерованной мукой для соуса. Рубленые зразы готовят из говяжьей, бараньей или свиной котлетной массы. Сформированные лепёшки заворачивают с фаршем в форме пирожка, обжаривают на сковороде и доводят до готовности в жарочном шкафу. Рубленые зразы подают с красным соусом.
Зразы появились в польской кухне предположительно в XVI веке благодаря итальянским поварам, прибывшим в Польшу в свите второй супруги короля Сигизмунда I Боны Сфорца, и позднее распространились в Белоруссии и Литве, входивших в Речь Посполитую. В украинской кухне отбивные зразы называются кручениками, а рубленые — сичениками с начинкой. По сведениям П. М. Зеленко, отбивные зразы по-литовски начиняют манной кашей с луком и размоченным мякишем белого хлеба, а по-польски — гречневой кашей с грибами. В советских «Книгах о вкусной и здоровой пище» отбивные зразы из телятины предлагалось начинять фаршем из размоченного чёрствого хлеба, смешанного с луком, а рубленые — рисом с рублеными крутыми яйцами.
В «Подарке молодым хозяйкам» 1861 года Е. И. Молоховец приводит несколько рецептов зраз из говядины и телятины, а также рыбных зраз — из судака и щуки. По мнению Н. И. Ковалёва и соавторов, рыбное блюдо из тельной массы, начинённой грибами с луком, было известно русским давно, а названием «зразы» обзавелось в XVIII веке. Картофельные зразы в СССР готовили из массы на основе картофельного пюре, их начиняли грибами, рублеными яйцами или припущенной нашинкованной морковью. В украинской кухне на основе зраз возникло похожее блюдо, но в виде рулета или запеканки — лежни картофельные. 